# Андраш Сатмарі
Андраш Сатмарі (угор. Szatmári András; нар. 3 лютого 1993 року, Будапешт, Угорщина) — угорський фехтувальник на шаблях, бронзовий призер Олімпійських ігор 2020 року, чемпіон світу та Європи, багаторазовий призер чемпіонатів світу та Європи.

## Кар'єра
Сатмарі почав займатися фехтуванням завдяки своєму батьку, який також був фехтувальником. Його першим тренером став Гьордь Геревич, син семиразового олімпійського чемпіона Аладара Геревича, який також тренував Арон Сіладьї та Чанада Гемеші. У 2012 році Чатмарі став чемпіоном Європи серед юніорів та молоді. У 2013 році виграв срібну медаль на чемпіонаті світу серед юніорів.
У 2013 році на домашньому чемпіонат світу в Будапешті програв Миколі Ковальову у чвертьфіналі. Наступного року на чемпіонаті світу виграв бронзову медаль у командному турнірі. На Олімпійські ігри 2016 року спортсмену не вдалося пройти кваліфікацію, а командний турнір серед шаблістів не проводився на цих змаганнях.
На чемпіонаті світу 2017 року вперше в кар'єрі став чемпіоном світу в індивідуальних змаганнях, перемігши у фіналі корейського спортсмена Ку Бон Гіля.

## Виступи на Олімпіадах
| Олімпіада  | Дисципліна          | Місце |
| ---------- | ------------------- | ----- |
| Токіо 2020 | індивідуальна шабля | 21    |
| Токіо 2020 | командна шабля      | 3     |
| Париж 2024 | індивідуальна шабля | 25    |
| Париж 2024 | командна шабля      | 2     |